# Abraxas hazeleighensis
Abraxas hazeleighensis là một loài bướm đêm trong họ Geometridae.